# Jean Bardin

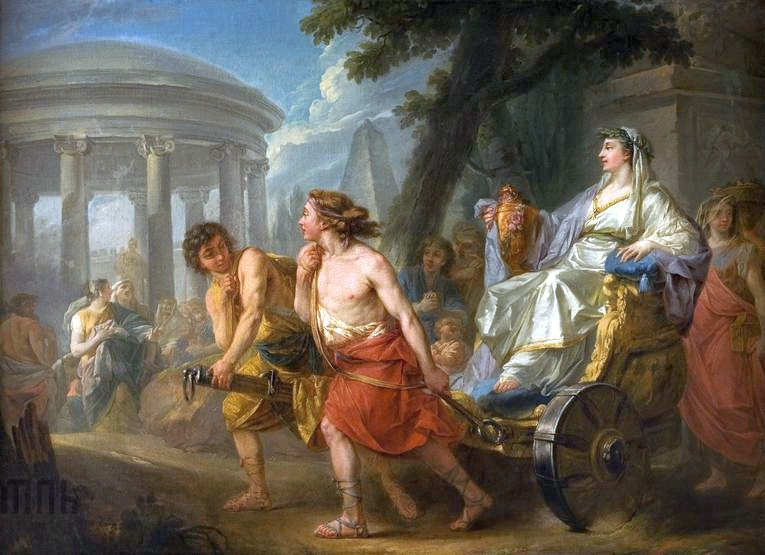
Kleobis i Biton (1764), Kolekcja „Europeum” Muzeum Narodowego w Krakowie

Jean Bardin (ur. 31 października 1732 w Montbard, zm. 6 października 1809 w Orleanie) – francuski malarz historyczny i pedagog.
Studiował w Paryżu i w Rzymie, w latach 1786–1809 był dyrektorem szkoły projektowania w Orleanie. Malował kompozycje o tematyce historycznej i mitologicznej. Twórczość Bardina zaliczana jest do późnego baroku i wczesnego neoklasycyzmu.
Wśród jego licznych uczniów byli Jean-Baptiste Regnault i Jacques-Louis David.

## Wybrane prace
- Tullie faisant passer son char sur le corps de son père
- Massacre des Innocents
- l’Enlèvement des Sabines
- Kleobis i Biton Kolekcja „Europeum” Muzeum Narodowego w Krakowie
- Sabines séparant les Romains et les Sabins
- Saint-Charles-Borromée donnant la communion aux pestiférés
- l’Adoration des Mages
- l’Immaculée Conception